# Leopold IV. z Lippe
Leopold IV. z Lippe (30. květen 1871 – 30. prosinec 1949) byl v letech 1905 až 1918 posledním vládnoucím knížetem z Lippe. Předtím byl od roku 1904 lippským regentem. Pocházel z rodu pánů z Lippe, jehož hlavou byl od roku 1905 až do smrti.

## Regentem a knížetem
Když v roce 1895 zemřel lippský kníže Waldemar, stal se knížetem jeho bratr Alexandr. Ten ale nemohl vládnout, jelikož trpěl duševní poruchou, a tak ještě před svou smrtí určil Waldemar regenta, který měl vládnout jménem jeho bratra. Byl jím Adolf z Schaumburg-Lippe, bratr knížete Jiřího z Schaumburgu-Lippe. Problém ale byl, že v otázce regentství (a případného obsazení trůnu po smrti Alexandra) vystupovala i další linie rodu Lippe, a to Lippe-Biesterfeld.
Rozepře mezi těmito větvemi rodu se opíraly hlavně o nerovné sňatky v linii Lippe-Biesterfeld, i když ta byla blíže k trůnu. Dohoda byla dosažena v roce 1897, kdy komise za předsednictví saského krále Alberta rozhodla ve prospěch hraběte Arnošta II. z Lippe-Biesterfeldu. Kníže Adolf pak odstoupil z pozice regenta a byl nahrazen hrabětem Arnoštem, který vládl jako regent knížete Alexandra až do jeho smrti v roce 1904, kdy se stal regentem právě jeho syn hrabě Leopold z Lippe-Biesterfeldu.
Následujícího roku zemřel i kníže Alexandr a tak se knížetem stal dosavadní regent hrabě Leopold z Lippe-Biesterfeldu, od 25. října 1905 s titulem Leopold IV. kníže z Lippe. Následujícího dne obdržel Leopold IV. gratulace od německého a rakouského císaře, saského a bavorského krále a knížete Georga z Schaumburgu-Lippe, jeho neúspěšného soupeře o trůn.
V roce 1909 Leopold IV. obdržel velkokříž pruského Řádu červené orlice, jako znak usmíření s císařem Vilémem II.

## Rodina
S první ženou Bertou Hesensko-Philippsthalsko-Barchfeldskou (1874–1919), která byla jeho manželkou od roku 1901, měl 5 dětí:
- Arnošt (1902–1987), dědičný princ
- Leopold Bernhard (1904–1965)
- Karolína (1905–2001)
- Chlodovík (1909–2000)
- Sieglinda (1915–2008)

S druhou ženou Annou Ysenbursko-Büdingenskou (1886–1980), která byla jeho manželkou od roku 1922, měl jediného syna:
- Armin (1924–2015), následník otce jako hlava rodu